# City Island
City Island è un film del 2009 scritto e diretto da Raymond De Felitta con Andy García e Julianna Margulies.

## Trama
Vince Rizzo è un secondino che scopre con passione la recitazione ma si vergogna di confessarlo alla famiglia. Frequenta i corsi di recitazione e per nasconderlo alla moglie inventa che va a giocare a poker con gli amici. Un giorno al lavoro in carcere incontra suo figlio, Tony Nardella, avuto da una relazione da giovane con una donna che ha abbandonato prima che nascesse il figlio. Vince ottiene il permesso di portare Tony a casa sua sotto libertà vigilata. Nessuno della famiglia sa perché Tony sia in casa sua, neanche Tony stesso. La figlia espulsa dal college e persa la borsa di studio a causa di qualche stupefacente ritrovato nella sua stanza, per pagarsi gli studi trova un lavoro in un night club come spogliarellista. Ogni membro della famiglia nasconde un segreto, ma in una sera sola ognuno dirà la verità.

## Produzione
Le principali produttrici del film sono la CineSon Entertainment e la Medici Entertainment, supportate dalla Lucky Monkey Pictures, Gremi Film Production e Filmsmith Productions. Gli effetti speciali sono stati curati dalla Resident Creative Studio, mentre la David Haddad si è occupata dei mezzi di trasporto. Le scene sono state girate completamente nel Bronx (New York); il budget ammonta a circa $ 6.000.000.

## Slogan
Lo slogan per il film è: 
- Truth is stranger than family

## Distribuzione
Il film è stato distribuito in diversi paesi con titoli e date differenti:
- USA 26 aprile 2009 City Island
- Russia 23 luglio 2009 Сити-Айленд
- Francia 11 settembre 2009 City Island
- Spagna 20 novembre 2009 Asuntos de familia
- Italia 25 maggio 2010
- Grecia 24 giugno 2010
- Regno Unito 23 luglio 2010
- Germania 18 ottobre 2011

### Divieti
La pellicola negli Stati Uniti è stata vietata ai minori di 13 anni, in Brasile ai minori di 14 anni, e nei Paesi Bassi ai minori di 16 anni.

## Accoglienza
Negli States il film nel primo week-end di apertura guadagna $ 32.001, mentre in Italia € 43.000. In tutto in patria il guadagno del film ammonta a circa $ 6.670.712.

## Riconoscimenti
- AARP Movies for Grownups Awards 2011
  - Miglior Commedia
- Central Ohio Film Critics Association Awards 2011
  - Miglior film trascurato
- Imagen Foundation Awards 2010
  - Miglior attrice non protagonista per Dominik García-Lorido
  - Nomination Miglior attore per Andy García
- Satellite Award 2010
  - Miglior attore in un film, commedia o musical per Andy García[5]